# Devincenzia
Devincenzia ist eine ausgestorbene Gattung der Vögel aus der Familie der Phorusrhacidae („Terrorvögel“). Sie lebte vom Oberen Miozän bis zum Pliozän, möglicherweise noch bis zum Unteren Pleistozän vor rund 9 bis 2 Millionen Jahren in den mittleren Breiten von Südamerika. Funde sind aber spärlich und umfassen neben einem fragmentierten Schädel hauptsächlich Reste der Hintergliedmaßen. Diese zeichnen Devincenzia als einen sehr großen Vertreter innerhalb der Phorusrhacidae aus, der möglicherweise offene Landschaften bewohnte. Die Gattung wurde 1932 wissenschaftlich eingeführt, zusätzliches Fundmaterial war im Verlauf der 1930er Jahre aufgrund weit verstreuter Fundpunkte in Argentinien und Uruguay unter wenigstens zwei weiteren Gattungsnamen beschrieben worden. Heute ist mit Devincenzia pozzii nur eine gültige Art anerkannt.

## Merkmale

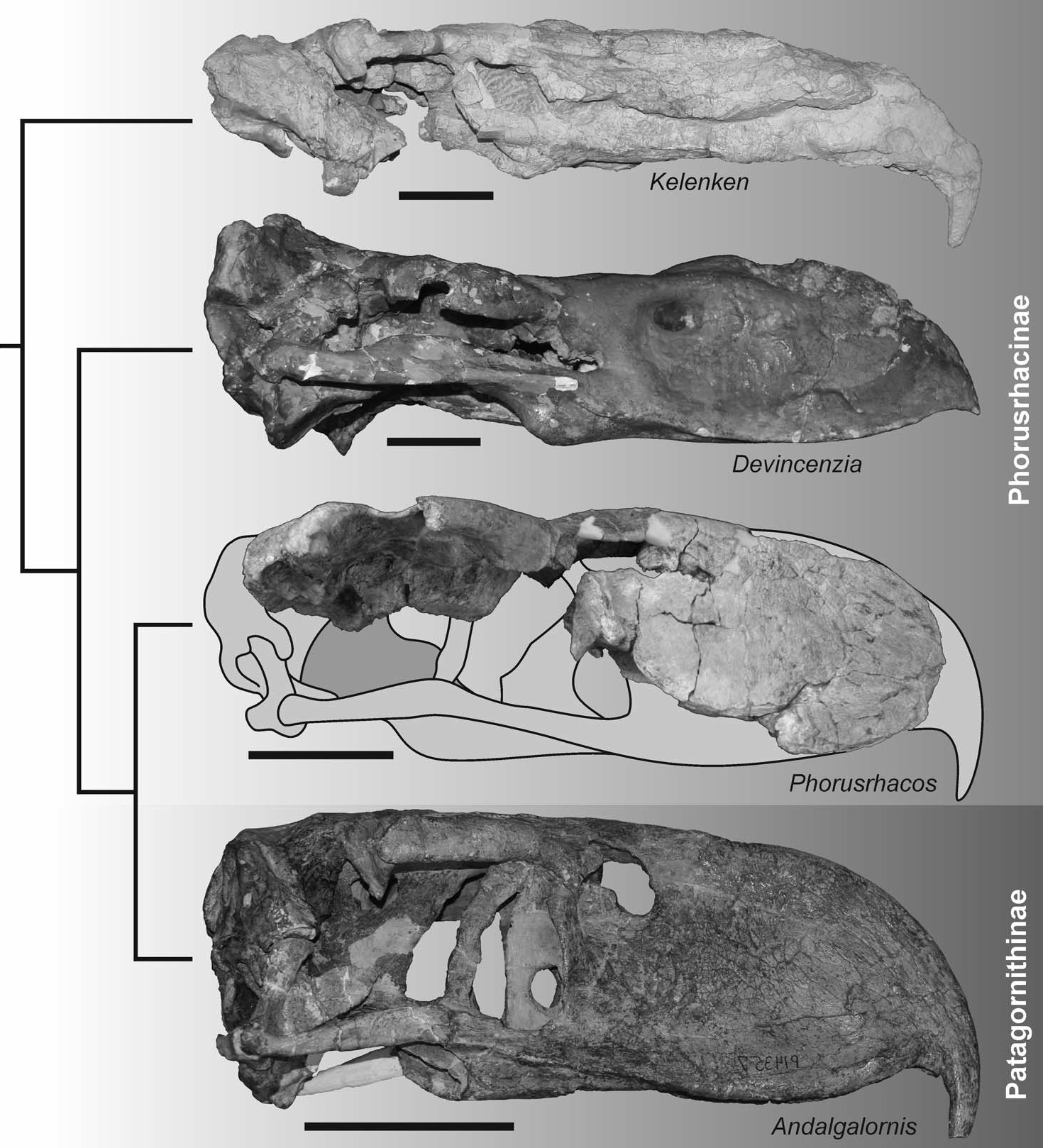
Schädel verschiedener Phorusrhacidae mit schwarzer 10 cm Maßstabsleiste.
1) Kelenken guillermoi
2) Devincenzia pozzi
3) Phorusrhacos longissimus
4) Andalgalornis steulleti

Devincenzia war einer der größten Vertreter der Phorusrhacidae. Er übertraf die Typusform Phorusrhacos, dessen Gesamthöhe mit etwa 2,4 m angegeben wird, und könnte etwa die Größe von Brontornis erreicht haben, war aber deutlich leichter gebaut als dieser. Als wahrscheinliches Körpergewicht von Devincenzia werden etwa 161 kg angegeben. Er ähnelte wahrscheinlich seinen südamerikanischen Verwandten und war wie diese mit einem schmalen Körper, auffällig verlängerten Laufbeinen und zurückgebildeten Flügeln ausgestattet. Insgesamt sind aber nur wenige Funde bekannt, die einen fragmentierten Schädel, einzelne Wirbel und einige spärliche Reste der Laufbeine repräsentieren. Der Schädel ist mit dem hinteren Teil und Bereichen des Oberkiefers erhalten, rekonstruiert besaß er wohl rund 64,5 cm Länge, was in etwa dem bekannten Schädel von Phorusrhacos entsprach, aber etwas kleiner als der von Kelenken war. Er hatte in der Aufsicht eine typisch keilförmige Gestalt, am Hinterhauptsbein erreichte er eine Breite von 32,3 cm und eine Höhe von 12,7 cm. Die Höhe des Schädels am Hinterkopf entsprach somit etwa 39 % der Breite, was geringer ist als bei Phorusrhacos mit 47 % oder bei Psilopterus mit 48 %. In dem Merkmal ähnelte der Schädel von Devincenzia stärker dem von Kelenken. Nach vorn hin verjüngte er sich, am Stirnbein betrug die Breite 24,4 cm, an den Schläfengruben zog er deutlich ein und maß hier 19,1 cm. Das Stirnbein war sehr breit gestaltet, die zwei dort auftretenden Fortsätze, der Processus postorbitalis und der Processus supraorbitalis, wurden durch eine tiefe Aussparung getrennt. Das Os quadratum wirkte vergleichsweise groß, es unterschied sich von dem von Psilopterus neben der unterschiedlichen Gestaltung der drei Fortsätze unter anderem durch den vergleichsweise geringeren Teil des Hauptknochens, der mit dem Jochbein verbunden war. Ebenso zeigte das Os quadratojugale einen robusteren Bau und war vergleichsweise höher. Da der Oberkiefer unvollständig ist, lediglich der mittlere Abschnitt liegt vor, können die Maße des Schnabels nur kalkuliert werden, er dürfte im Vergleich zu anderen Phorusrhaciden 36 cm lang und 17 cm hoch gewesen sein. Die ebenfalls fragmentiert überlieferte Symphyse des Unterkiefers hatte eine wesentlich schmalere und niedrigere Gestalt als bei Brontornis. Sie ist nur auf 11 cm Länge erhalten, rekonstruiert sollte sie aber eine Länge von rund 16 cm erreicht haben. Am hinteren Ende war sie 6,2 cm breit und 4,7 cm dick, nach vorn wurde sie deutlich niedriger und maß auf halber Länge etwa 2,8 cm. Die Unterseite besaß eine leichte Krümmung, die etwas ausgeprägter war als bei Physornis, der eine nahezu ebene Fläche dort aufwies. Die außen sichtbaren Foramina waren weit und tief.
Von den wenigen überlieferten Elementen des Körperskeletts ist ein vollständiger Tibiotarsus bekannt, der eine Länge von 72 cm besaß und eine Breite am unteren Gelenkende von 10,4 cm. Er glich in seiner langen und schlanken Gestalt dem von Phorusrhacos, war aber größer. Am unteren Gelenkende besaß er einen für die Phorusrhaciden auffälligen Knochensteg (Pons supratendineus), der bei Brontornis nicht vorkam, außerdem ragte die untere innere Gelenkrolle abweichend von Brontornis weiter nach vorn. Darüber hinaus sticht der Tarsometatarsus hervor, der mehrfach nachgewiesen werden konnte. Ein fast vollständiges Exemplar, dem nur die innere Gelenkrolle fehlt, erreichte eine Länge von 40 cm und eine Breite am oberen Ende von 11 cm. Gegenüber dem Tarsometatarsus von Brontornis war der von Devincenzia markant schlanker gebaut, aber wiederum robuster als bei Phorusrhacos. Die Seitenkanten zogen in der Mitte des Schaftes deutlich weiter ein als bei Phorusrhacos, der dort einen relativ gleichmäßigen Verlauf der Diaphyse zeigte. Die mittlere Gelenkrolle am unteren Ende war bei einer Breite von 4,3 cm deutlich voluminöser als die beiden anderen und deutet an, dass auch bei Devincenzia die Mittelzehe massiver ausfiel. Die erste Fußzehe des dritten (mittleren) Strahls maß in der Länge 12,5 cm, sie war lang und schmal mit einer Breite von 5,3 und einer Höhe von 5,7 cm. Die überlieferte Endphalanx des zweiten Zehs maß rund 9 cm, sie hatte einen ovalen Querschnitt, war in Seitenansicht stark gebogen und seitlich stark gepresst. Die Breite am körperzugewandten Gelenkende betrug so 2,4 cm, die Höhe 3,9 cm.

## Fossilfunde
Funde von Devincenzia sind nur aus einem begrenzten Gebiet im mittleren Bereich von Südamerika bekannt und beschränken sich auf die argentinischen Provinzen Buenos Aires und Entre Ríos sowie auf Uruguay. Der bisher einzige Schädelfund kam im Westen der Provinz Buenos Aires bei Campo de Robilotte am Lago Epecuén rund 600 km südwestlich der Stadt Buenos Aires zu Tage und war mit zwei ersten Phalangen des zweiten und dritten Zehs assoziiert. In Entre Ríos kommen die Funde hauptsächlich aus dem Conglomerado osífero, welcher den unteren Teil der Ituzaingó-Formation bildet. Diese wird durch den Río Paraná nahe der Stadt Paraná aufgeschlossen und datiert in das Obere Miozän. Zu den Funden hier zählen ein Fragment einer Unterkiefersymphyse, ein Bruchstück des Tibiotarsus und ein Fragment eines Tarsometatarsus mit erhaltenem Schaft und unterem Gelenkende sowie eine Endphalanx der zweiten Fußzehe, weiterhin auch ein Hals- und ein Brustwirbel, die aufgrund ihrer Größe zu Devincenzia gestellt werden. Die Funde aus Uruguay sind sehr rar. Unter anderem kann ihnen der vollständige, 72 cm lange, rechte Tibiotarsus zugewiesen werden. Er stammt aus der Raigón-Formation im Departamento San José, deren Ablagerungen unter fluviatilen Bedingungen entstanden sind. Die dort auftretende Begleitfauna gibt ein Alter vom Oberen Pliozän bis zum Unteren Pleistozän an. Aufgrund fehlender weiterer Fossilien großer Vögel kann der Knochen aber nur indirekt zu Devincenzia gestellt werden, Größe und Alter des Fundes stimmen jedoch mit den anderen bekannten weitgehend überein. Zwei weitere Fossilreste umfassen einen rund 40 cm langen, rechten Tarsometatarsus, dem die innere Gelenkrolle fehlt und der wahrscheinlich aus dem Flussgebiet des Arroyo Román im Departamento Río Negro stammt, und das untere Gelenkende eines weiteren Tarsometatarsus, welcher ein älteres Museumsexemplar darstellt. Auch für diese Funde wird ein oberpliozänes bis unterpleistozänes Alter angenommen.

## Paläobiologie
Die Phorusrhaciden gelten als überwiegend bodenlebende, räuberische bis aasfressende Vögel. Aufgrund der Größe von Devincenzia kann davon ausgegangen werden, dass die Tiere offene Landschaften besiedelten. Für den Conglomerado osífero des Oberen Miozäns wird anhand der Anwesenheit zahlreicher Wasservögel allgemein ein feuchtes bis sumpfiges und waldreiches Biotop rekonstruiert. Da aber neben Devincenzia auch andere große Laufvögel wie etwa Verwandte der heutigen Nandus auftreten, müssen in der Umgebung savannenartige, offene Landschaften bestanden haben.

## Systematik
Devincenzia ist eine Gattung aus der ausgestorbenen Familie der Phorusrhacidae. Diese umgangssprachlich häufig als „Terrorvögel“ bezeichnete Gruppe besteht aus mittelgroßen bis großen, zumeist bodenlebenden Vögeln, die sich überwiegend räuberisch ernährten. Ihre Ernährungsweise wird durch ein hakenförmig nach unten gebogenes, spitzes Ende des Schnabels und greifvogelartig gestaltete Krallen angedeutet. Die Phorusrhaciden stehen in einer näheren Verwandtschaft zu den heutigen Seriemas, die die offenen Landschaften Südamerikas bewohnen. Die Familie entstand im Verlauf des Eozäns, ihr Ursprung wird ebenfalls in Südamerika vermutet, ältere Funde aus der Antarktika, die anfänglich zu den „Terrorvögeln“ verwiesen wurden, gelten heute als Reste anderer Vogelgruppen. Im Verlauf des Pliozäns erreichte mit Titanis ein Vertreter Nordamerika. Die jüngsten bisher bekannten Funde stammen aus Uruguay und datieren in das ausgehende Pleistozän.
In der Regel wurde Devincenzia in die Unterfamilie der Phorusrhacinae gestellt, die Gattung bildete somit eine engere Verwandtschaftsgruppe mit dem riesigen Kelenken, der Typusform Phorusrhacos und dem nordamerikanischen Vertreter Titanis. Alle Angehörigen der Unterfamilie besitzen einen großen, aber relativ schlanken Körperbau und gut entwickelte Laufbeine. Bei letzteren erreicht der lang ausgedehnte Mittelfuß jeweils wenigstens 60 % der Länge des Tibiotarsus, wodurch auf eine relativ schnelle Fortbewegung geschlossen werden kann. Ein weiteres gemeinsames Kennzeichen bildet die lang ausgestreckte und schmale Symphyse des Unterkiefers. Eine phylogenetische Untersuchung der Phorusrhaciden aus dem Jahr 2015 zeigte aber, dass die Phorusrhacinae polyphyletisch sind und zusammen mit weiteren Unterfamilien, den Physornithinae und den Patagornithinae, eine gemeinsame Gruppe bilden. Diese setzt sich weitgehend aus den großen Formen der Familie mit einem Gewicht von über 70 kg zusammen und wird vorläufig als „echte Terrorvögel“ bezeichnet. Sie steht wiederum einer Gruppe eher kleinwüchsiger Vertreter gegenüber, die in die Unterfamilien der Psilopterinae und der Mesembriornithinae eingeschlossen sind und denen zum Teil noch gewisse Flugeigenschaften zugesprochen werden können. Sie erhielt den ebenfalls vorläufigen Terminus „Psilopterines“. Diese prinzipielle Zweiteilung ließ sich auch in späteren Studien nachvollziehen, wobei in einem Übersichtswerk aus dem Jahr 2017 alle größeren Formen der „Terrorvögel“ der Unterfamilie der Phorusrhacinae zugeordnet wurden. Eine weitere Untersuchung aus dem Jahr 2024 trennte hiervon jedoch die Physornithinae und Patagornithinae erneut ab. Die verbliebenen großen Angehörigen der Phorusrhacinae wurden in eine grazilere und eine robustere Linie aufgeteilt. Hierbei ist Devincenzia mit Kelenken näher verwandt.

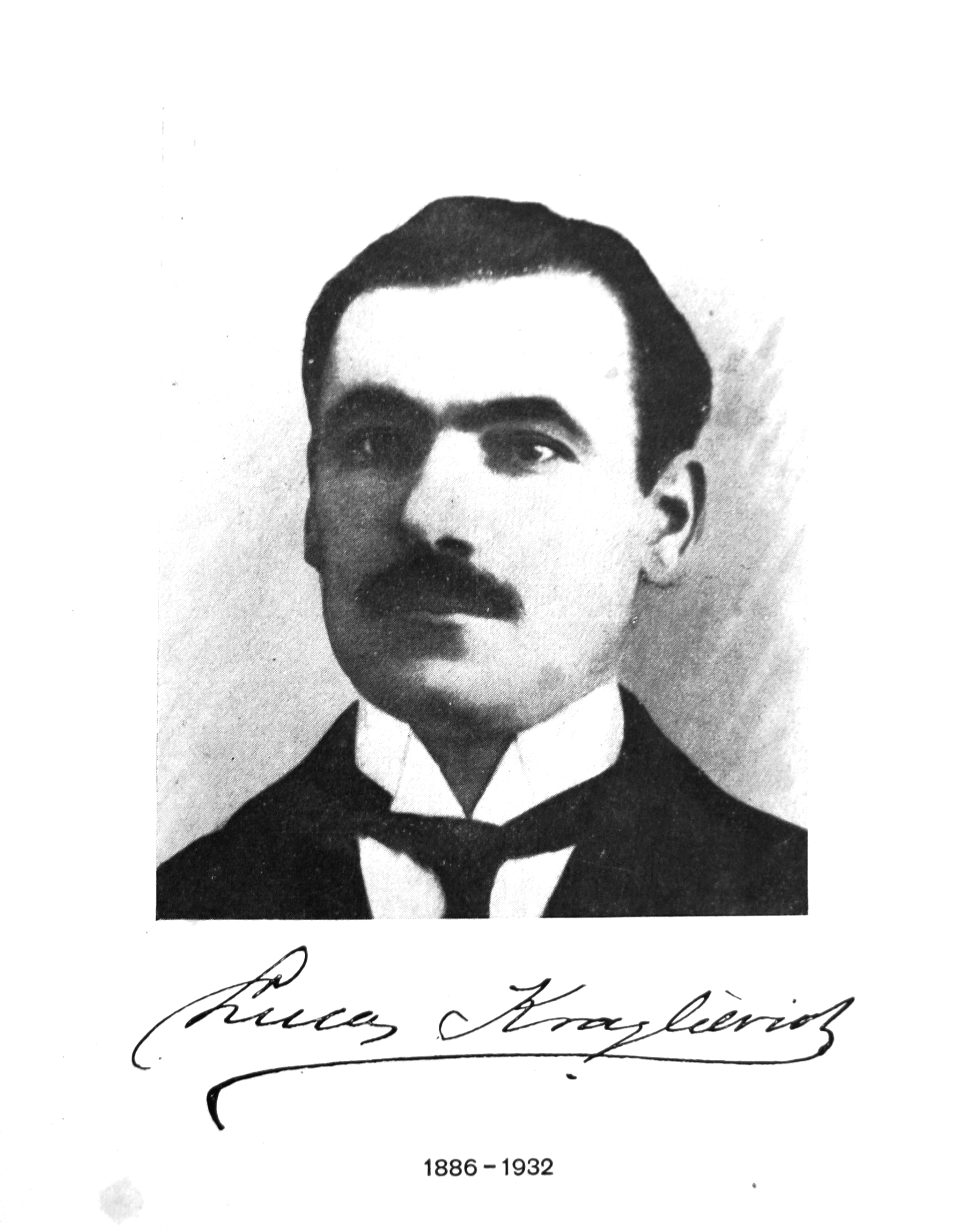
Lucas Kraglievich

Die wissenschaftliche Erstbeschreibung von Devincenzia erfolgte im Jahr 1932 durch Lucas Kraglievich. Als Material stand ihm ein nahezu vollständiger rechter Tarsometatarsus zur Verfügung, der seiner Meinung nach aus dem Flussgebiet des Arroyo Román in Uruguay stammte, es gibt aber auch Hinweise darauf, dass dieser ursprünglich in der Raigón-Formation aufgefunden worden war. Kraglievich wies der Gattung mit Devincenzia gallinali eine Art zu. Mit der Gattungsbezeichnung Devincenzia ehrte er den damaligen Direktor des uruguayischen Nationalmuseums für Naturgeschichte Garibaldi José Devincenzi, die Art widmete er Alejandro Gallinal, einem weiteren Wissenschaftler des Landes. Bereits im Jahr zuvor hatte Kraglievich anhand eines fragmentierten Tarsometatarsus und einer Endphalanx aus dem obermiozänen Conglomerado osífero im Nordosten von Argentinien die Art Phorusrhacos pozzii (in der damals häufig verwendeten alternativen Schreibweise Phororhacos für den Gattungsnamen) eingeführt, mit der Artzuweisung pozzii ehrte er Antonio Pozzi, der zu jener Zeit der hauptverantwortliche Präparator des Naturkundlichen Museums von Buenos Aires war. Ein ebenfalls dort aufgefundenes Symphysenbruchstück des Unterkiefers ordnete Kraglievich in der gleichen Schrift dagegen Phorusrhacos ? aff. platygnathus zu. Ángel Cabrera wiederum stellte 1939 mit einem Teilschädel und zwei mit diesem aufgefundene Zehenglieder aus Campo de Robilotte in der argentinischen Provinz Buenos Aires die neue Gattung und Art Onactornis depressus auf. Knapp 30 Jahre später, 1967, sah Pierce Brodkorb das von Kraglievich benannte Devincenzia gallinali als identisch zu Brontornis burmeisteri (die Form wurde damals noch innerhalb der Phorusrhacidae geführt), da er den Tarsometarsus als zu einem Jungtier gehörend betrachtete. Darüber hinaus vereinte er Onactornis depressus und Phorusrhacos pozzii miteinander, aufgrund der Namenspriorität nannte er die Art Onactornis pozzii. Erst Herculano Marcos Ferraz de Alvarenga und Elizabeth Höfling erkannten dann im Jahr 2003, dass es sich bei allen Funden um ein und dieselbe Vogelform handelte, die sie dann mit Devincenzia pozzii bezeichneten. Somit stellt Devincenzia eine gleichberechtigte Gattung neben Phorusrhacos, Titanis und Kelenken innerhalb der Großformen der Phorusrhaciden dar. Die Holotypen bilden der untere Teil des Tarsometatarsus und die Endphalanx des zweiten Fußstrahls von Kraglievich 1931 aus dem Conglomerado osífero (Exemplarnummern MACN-6554 and 6681), sie werden in Buenos Aires aufbewahrt. Unabhängig davon stufte Federico Agnolin im Jahr 2009 in einer systematischen Revision der Phorusrhacidae Onactornis depressus wieder als eigenständige Gattung und Art ein.